# 81-XX
Classificazione delle ricerche matematiche: sezioni di livello 1

00-XX 01 03 05 06 08 | 11 12 13 14 15 16 17 18 19 20 22 | 26 28 30 31 32 33 34 35 37 39 40 41 42 43 44 45 46 47 49 | 
 51 52 53 54 55 57 58 | 60 62 65 68 | 70 74 76 78 | 80 81 82 83 85 86 | 90 91 92 93 94 97-XX
81-XX è la sigla della sezione primaria dello schema di classificazione
MSC dedicata alla meccanica quantistica.
La pagina attuale presenta la struttura ad albero delle sue sottosezioni secondarie e terziarie.

## 81-XX
teoria quantistica
- 81-00 opere di riferimento generale (manuali, dizionari, bibliografie ecc.)
- 81-01 esposizione didattica (libri di testo, articoli tutoriali ecc.)
- 81-02 presentazione di ricerche (monografie, articoli di rassegna)
- 81-03 opere storiche {!va assegnato almeno un altro numero di classificazione della sezione 01-XX}
- 81-04 calcolo automatico esplicito e programmi (non teoria della computazione o della programmazione)
- 81-05 articoli sperimentali
- 81-06 atti, conferenze, collezioni ecc.
- 81-08 metodi computazionali

## 81Pxx
assiomatica, fondamenti, filosofia
- 81P05 generale e filosofica
- 81P10 fondamenti logici della meccanica quantistica, logica quantistica [vedi anche 03G12, 06C15]
- 81P13 contestualità
- 81P15 teoria quantistica della misurazione
- 81P16 spazi di stati quantici, concetti operazionali e probabilistici
- 81P20 meccanica stocastica (inclusa l'elettrodinamica stocastica)
- 81P40 coerenza quantistica, entanglement, correlazioni quantistic
- 81P45 informazione quantistica, comunicazione quantistica, reti quantistiche [See also 94A15, 94A17]
- 81P50 stima degli stati quantici, clonazione approssimata
- 81P68 computazione quantistica e crittografia quantistica [vedi anche 68Q05, 94A60]
- 81P70 codifica quantistica (generale)
- 81P94 crittografia quantistica [See also 94A60]
- 81P99 argomenti diversi dai precedenti, ma in questa sezione

## 81Qxx
argomenti e metodi matematici generali in teoria quantistica
- 81Q05 soluzioni chiuse ed approssimate delle equazioni di Schrödinger, di Dirac, di Klein-Gordon e di altre equazioni quantomeccaniche
- 81Q10 teoria degli operatori autoaggiunti in teoria quantistica, inclusa l'analisi spettrale
- 81Q12 teoria degli operatori non-autoaggiunti nella teoria quantistica
- 81Q15 teoria delle perturbazioni per operatori ed equazioni differenziali
- 81Q20 tecniche semiclassiche, inclusi i metodi WKB ed i metodi di Maslow
- 81Q30 integrali e grafi di Feynman; applicazioni della topologia algebrica e della geometria algebrica [vedi anche 14D05, 32S40]
- 81Q35 meccanica quantistica su spazi speciali: varietà, frattali, grafi ecc.
- 81Q37 punti quantici, guide d'onda, nottolini ecc.
- 81Q40 equazioni integrali di Bethe-Salpeter ed altre equazioni integrali
- 81Q50 caos quantistico [vedi anche 37Dxx]
- 81Q60 meccanica quantistica supersimmetrica
- 81Q65 meccaniche quantistiche  alternative
- 81Q70 metodi geometrico-differenziali, incluse olonomia, fasi di Berry ed Hannay ecc.
- 81Q80 sistemi quantistici speciali, come i sistemi risolubili
- 81Q93 controllo quantistico
- 81Q99 argomenti diversi dai precedenti, ma in questa sezione

## 81Rxx
gruppi ed algebre nella teoria quantistica
- 81R05 gruppi ed algebre di dimensione finita motivati dalla fisica e loro rappresentazioni [vedi anche 20C35, 22E70]
- 81R10 gruppi ed algebre di dimensione infinita motivati dalla fisica, incluse le algebre di Virasoro, le algebre di Kac-Moody, le W-algebre ed altre algebre delle correnti e le loro rappresentazioni [vedi anche 17B65, 17B67, 22E65, 22E67, 22E70]
- 81R12 relazioni con i sistemi integrabili [vedi anche 17Bxx, 37J35]
- 81R15 metodi di algebra degli operatori [vedi anche 46Lxx, 81T05]
- 81R20 equazioni delle onde covarianti
- 81R25 metodi degli spinori e metodi dei twistor?torcitori [vedi anche 32L25]
- 81R30 stati coerenti [vedi anche 22E45]; stati compressi [vedi anche 81V80]
- 81R40 rottura delle simmetrie?
- 81R50 gruppi quantistici e metodi algebrici collegati [vedi anche 16W30, 17B37]
- 81R60 geometria non commutative
- 81R99 argomenti diversi dai precedenti, ma in questa sezione

## 81Sxx
meccanica quantistica generale e problemi di quantizzazione
- 81S05 relazioni di commutazione e statistiche
- 81S10 geometria e quantizzazione, metodi simplettici [vedi anche 53D50]
- 81S20 quantizzazione stocastica
- 81S22 sistemi aperti, dinamica ridotta, equazioni master, decoerenza [See also 82C31]
- 81S25 calcolo quantistico stocastico
- 81S30 metodi di spazio delle fasi, inclusi i metodi delle distribuzioni di Wigner ecc.
- 81S40 integrali di cammino [vedi anche 58D30]
- 81S99 argomenti diversi dai precedenti, ma in questa sezione

## 81Txx
teoria quantistica dei campi; teorie classiche dei campi collegate
[vedi anche 70Sxx]
- 81T05 teoria quantistica dei campi assiomatica; algebre di operatori
- 81T08 teoria quantistica dei campi costruttiva
- 81T10 teoria quantistica dei campi modellistica?
- 81T13 teoria di Yang-Mills ed altre teorie di gauge? [vedi anche 53C07, 58E15]
- 81T15 metodi perturbativi di rinormalizzazione
- 81T16 metodi non perturbative di rinormalizzazione
- 81T17 metodi gruppali di rinormalizzazione
- 81T18 diagrammi di Feynman
- 81T20 teoria quantistica dei campi fondata su spazio curvo
- 81T25 teoria quantistica dei campi basata sui reticoli
- 81T27 limiti del continuo
- 81T28 teoria quantistica dei campi termali [See also 82Bxx]
- 81T30 teorie delle stringhe e delle superstringhe; altri oggetti estesi (e.g. brane [vedi anche 83E30]
- 81T40 teorie di campo bidimensionali, teorie di campo conformi ecc.
- 81T45 teorie di campo topologiche [vedi anche 57R56, 58Dxx]
- 81T50 anomalie
- 81T55 effetto Casimir
- 81T60 teorie dei campi supersimmetriche
- 81T70 quantizzazione in teoria dei campi; metodi coomologici [vedi anche 58D29]
- 81T75 metodi della geometria non commutativa [vedi anche 46L85, 46L87, 58B34]
- 81T80 simulazione e modellizzazione numerica
- 81T99 argomenti diversi dai precedenti, ma in questa sezione

## 81Uxx
teorie della diffusione
[vedi anche 34A55, 34L25, 34L40, 35P25, 47A40]
- 81U05 teoria della diffusione del potenziale a 2 corpi {per i metodi WKB, vedi 34E20}
- 81U10 teoria della diffusione del potenziale a n corpi
- 81U15 sistemi esattamente e quasi esattamente risolubili
- 81U20 teoria della matrice S ecc.
- 81U30 teoria della dispersione, relazioni di dispersione
- 81U35 scattering anelastico e multicanale
- 81U40 problemi inversi dello scattering
- 81U99 argomenti diversi dai precedenti, ma in questa sezione

## 81Vxx
applicazione a sistemi fisici specifici
- 81V05 interazione forte, inclusa la cromodinamica quantistica
- 81V10 interazione elettromagnetica; elettrodinamica quantistica
- 81V15 interazione debole
- 81V17 interazione gravitazionale [vedi anche 83Cxx, 83Exx]
- 81V19 altre interazioni fondamentali
- 81V22 teorie unificate
- 81V25 altre teorie delle particelle elementari
- 81V35 fisica nucleare
- 81V45 fisica atomica
- 81V55 fisica molecolare [vedi anche 92E10]
- 81V65 punti quantici [See also 82D20]
- 81V70 teoria dei molti corpi, effetto Hall quantistico
- 81V80 ottica quantistica
- 81V99 argomenti diversi dai precedenti, ma in questa sezione